# Évrard IV de La Marck
Pour les articles homonymes, voir Évrard de La Marck.
Évrard IV de La Marck (en allemand : Eberhard IV. von der Marck) ( † 22 novembre 1531 - Bruxelles), seigneur d'Arenberg et de Neufchâtel-sur-Ardenne.
Il était le fils d'Évrard III de La Marck († 1496), seigneur d'Arenberg, et de Neufchâtel, et Marguerite (vers 1440 † vers 1476), vicomtesse de Bruxelles, fille de Daniel, baron de Bouchout, vicomte de Bruxelles, seigneur de Hombeek, de Loenhout, de Diepenstein et de Bouillon.
Évrard était capitaine de Bruxelles.
Sans postérité légitime, ce fut son frère, Robert Ier de La Marck-Arenberg ( † 15 juillet 1541) qui lui succéda.

## Unions et descendance
Il épousa, le 14 novembre 1494, Margarete de Hornes ( † 30 août 1522 - Weert), dame de Bocket, fille de Jacob II (vers 1450 † 8 octobre 1530), comte de Hornes, sans postérité.
Veuf, il se remaria avec Henriette (« Erika von Waldeck », 19 mars 1511 † 8 octobre 1560 - Schleiden), fille de Philippe III de Waldeck (9 décembre 1486
Décédé le 20 juin 1539), comte de Waldeck-Eisenberg : union sans descendance.

D'une relation hors-mariage (extra-conjugale ?), avec  Adrienne de Ryckel, fille de Rase de Ryckel et de Isabelle de Printhagen, il eut une fille naturelle, Madeleine  ( † 16 septembre 1555), dame de Colonster, mariée le 20 janvier 1525 Conrard de Horion (vers 1505 † 6 juillet 1574), seigneur de Colonster, né (à l'âge de peut-être 69 ans).

## Source
- « roglo.eu », Eberhard de La Mark (consulté le 17 décembre 2010) ;
- « racineshistoire.free.fr », La Marck (consulté le 17 décembre 2010)